# Place Pierre-Mendès-France
La place Pierre-Mendès-France est la place principale du quartier de Bellevue situé à la limite de Nantes et Saint-Herblain. 

## Situation et accès
Sa partie nantaise dépend du quartier Bellevue - Chantenay - Sainte-Anne.
D'une superficie d'environ 12 000 m2, les quatre angles de cette place de forme carrée sont approximativement orientés vers chacun des points cardinaux. Elle est traversée du nord-est au sud-ouest par le boulevard Winston-Churchill qui marque également la limite entre les communes de Nantes et de Saint-Herblain, tandis qu'à l'angle est, côté herblinois, débouche la « rue d'Aquitaine ».

Au centre, se trouve la station de la ligne 1 du tramway Mendès-France Bellevue, qui est également la station de correspondance de six lignes de bus, l'une des plus importantes de l'agglomération nantaise.

La place est bordée par des immeubles HLM de cinq étages dont le rez-de-chaussée est occupé par des commerces de tailles différentes et des services (dont un bureau de poste), ainsi que par quelques passages piétons permettant d'accéder aux parties les plus proches du quartier comme : le square des Rossignols et l'église Saint-Étienne (côté Nantes), ou la place Denis-Forestier (côté Saint-Herblain).

## Origine du nom
Elle honore l'homme d'État français, Pierre Mendès France (1907-1982).

## Historique
Si la place et les voies de circulation étaient aménagés dès 1960 (voir cliché 1), la construction des premiers immeubles d'habitations n'a débuté qu'après 1965 (voir cliché 2), puisque ceux situés côté nantais étaient déjà sortis de terre en 1969 (voir cliché 3). L'ensemble de la place est achevé au début des années 1970.
Son nom lui a été attribué par délibération du conseil municipal du 22 novembre 1982, avant cette date cet espace public ne possédait pas d'odonyme.
En 1985, elle accueille le terminus ouest de la première ligne du tramway nantais, jusqu'à ce que celle-ci soit prolongée en 2000 vers la zone commerciale Atlantis à Saint-Herblain.